# Luis Rubio (futbolista)
Luis Manuel Rubio Hernández (n. San Blas, Nayarit, México, 29 de octubre de 1992) es un futbolista mexicano. Es portero y su actual equipo es Reynosa F.C., de la Liga Premier de Ascenso de México.

## Trayectoria
Luis estuvo en las fuerzas básicas del Santos Laguna.
Fue a Préstamo al club Reynosa F.C. en el Apertura 2013. 

## Clubes
| Club          | País   | Año             |
| ------------- | ------ | --------------- |
| Santos Laguna | México | 2010 - 2013     |
| Reynosa F.C.  | México | 2013 - Presente |